# Saint-Pierre-de-Méaroz
Pour les articles homonymes, voir Saint-Pierre.
Saint-Pierre-de-Méaroz, orthographiée localement Saint-Pierre-de-Méarotz, (l'orthographe Méaroz étant celle de l'Insee dans le code officiel géographique), est une commune française située dans le département de l'Isère en région Auvergne-Rhône-Alpes.

## Géographie
Rattachée à la communauté de communes de la Matheysine dans le sud-est du département de l'Isère, Saint-Pierre-de-Méaroz est située dans la région du Beaumont. La limite Sud est donnée par le lac artificiel créé par le barrage de Saint-Pierre-Cognet.

### Communes limitrophes
La commune de Saint-Pierre-de-Méaroz compte cinq communes limitrophes
| Ponsonnas           | Saint-Laurent-en-Beaumont            |                      |
| Saint-Jean-d'Hérans | Saint-Pierre-de-Méaroz               | La Salle-en-Beaumont |
|                     | Châtel-en-Trièves (commune nouvelle) |                      |

### Climat
Pour des articles plus généraux, voir Climat d'Auvergne-Rhône-Alpes et Climat de l'Isère.
En 2010, le climat de la commune est de type climat des marges montargnardes, selon une étude du Centre national de la recherche scientifique s'appuyant sur une série de données couvrant la période 1971-2000. En 2020, Météo-France publie une typologie des climats de la France métropolitaine dans laquelle la commune est exposée à un climat de montagne ou de marges de montagne et est dans la région climatique  Alpes du sud, caractérisée par une pluviométrie annuelle de 850 à 1 000 mm, minimale en été. 
Pour la période 1971-2000, la température annuelle moyenne est de 9,9 °C, avec une amplitude thermique annuelle de 18,2 °C. Le cumul annuel moyen de précipitations est de 987 mm, avec 9,2 jours de précipitations en janvier et 5,8 jours en juillet. Pour la période 1991-2020, la température moyenne annuelle observée sur la station météorologique de Météo-France la plus proche, « La Mure-radome », sur la commune de La Mure à 4 km à vol d'oiseau, est de 8,5 °C et le cumul annuel moyen de précipitations est de 948,6 mm,. Pour l'avenir, les paramètres climatiques de la commune estimés pour 2050 selon différents scénarios d'émission de gaz à effet de serre sont consultables sur un site dédié publié par Météo-France en novembre 2022.

### Hydrographie
Le territoire de la commune est bordé par le Drac, un affluent de l'Isère qu'il rejoint à Grenoble. Le barrage de Saint-Pierre-Cognet établi sur le Drac et exploité par EDF est à cheval sur Saint-Jean-d'Hérans et Saint-Pierre-de-Méaroz. Il a ainsi créé un lac artificiel partiellement situé sur la commune.

### Voies de communication
Le territoire communal est longé par la route nationale 85, connue également sous le nom de route Napoléon.

## Urbanisme

### Typologie
Au 1er janvier 2024, Saint-Pierre-de-Méaroz est catégorisée commune rurale à habitat dispersé, selon la nouvelle grille communale de densité à sept niveaux définie par l'Insee en 2022.
Elle est située hors unité urbaine. Par ailleurs la commune fait partie de l'aire d'attraction de Grenoble, dont elle est une commune de la couronne,. Cette aire, qui regroupe 204 communes, est catégorisée dans les aires de 700 000 habitants ou plus (hors Paris),.

### Occupation des sols
L'occupation des sols de la commune, telle qu'elle ressort de la base de données européenne d’occupation biophysique des sols Corine Land Cover (CLC), est marquée par l'importance des territoires agricoles (53,5 % en 2018), en augmentation par rapport à 1990 (50,2 %). La répartition détaillée en 2018 est la suivante : 
zones agricoles hétérogènes (47,5 %), forêts (34,7 %), eaux continentales (11,8 %), prairies (6 %). L'évolution de l’occupation des sols de la commune et de ses infrastructures peut être observée sur les différentes représentations cartographiques du territoire : la carte de Cassini (XVIIIe siècle), la carte d'état-major (1820-1866) et les cartes ou photos aériennes de l'IGN pour la période actuelle (1950 à aujourd'hui).

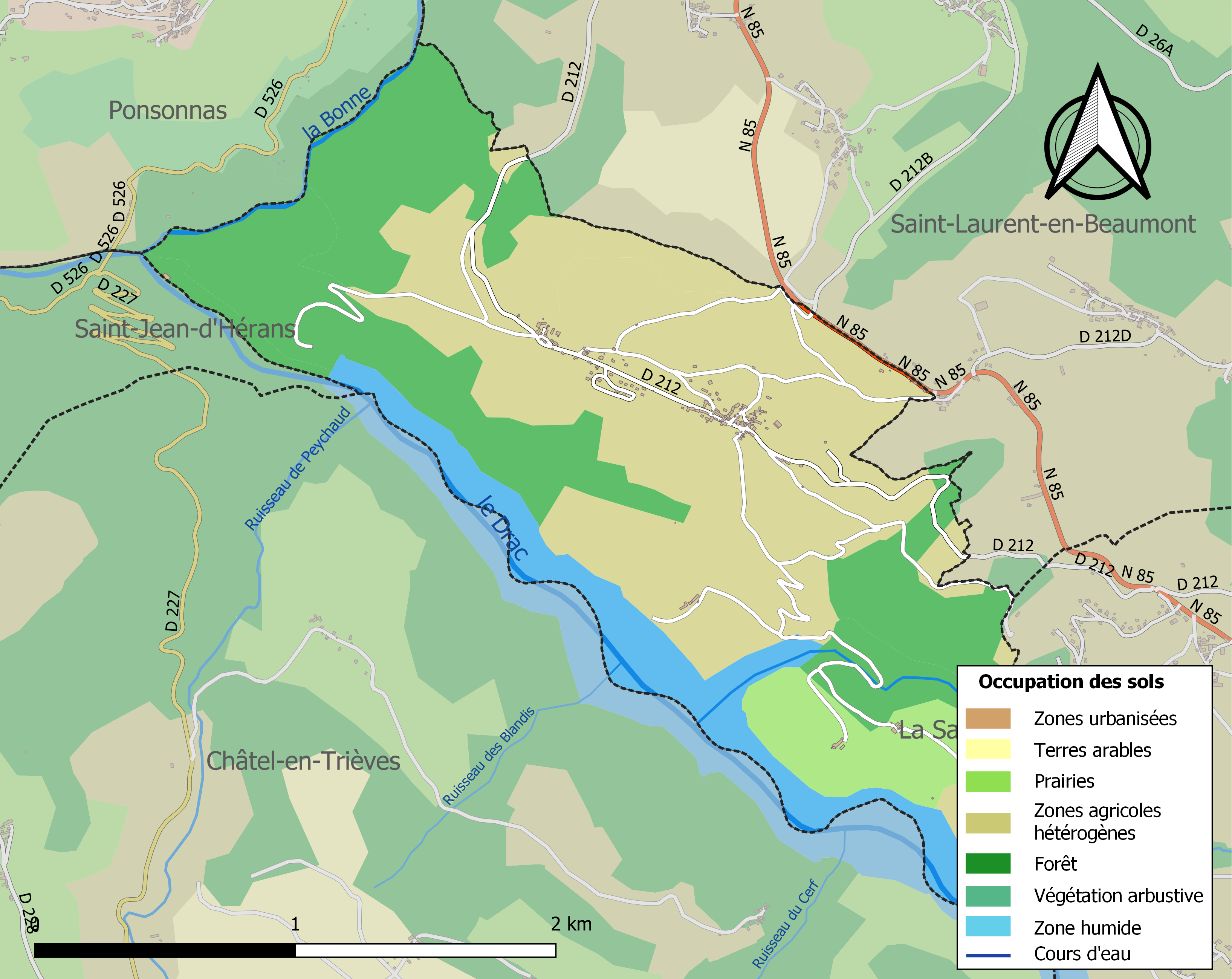
Carte des infrastructures et de l'occupation des sols de la commune en 2018 (CLC).

### Risques naturels et technologiques

#### Risques sismiques
L'ensemble du territoire de la commune de Saint-Pierre-de-Méaroz est situé en zone de sismicité n°3 (sur une échelle de 1 à 5), comme la plupart des communes de son secteur géographique. Elle se situe cependant au sud de la limite d'une zone sismique classifiée de « moyenne ».
| Type de zone | Niveau            | Définitions (bâtiment à risque normal) |
| ------------ | ----------------- | -------------------------------------- |
| Zone 3       | Sismicité modérée | accélération = 1,1 m/s2                |

## Politique et administration

### Liste des maires
| Période                                  | Période  | Identité      | Étiquette | Qualité                                            |
| ---------------------------------------- | -------- | ------------- | --------- | -------------------------------------------------- |
| Les données manquantes sont à compléter. |          |               |           |                                                    |
| avant 1988                               | ?        | André Charles |           |                                                    |
| 2001                                     | En cours | Eric Balme    |           | Président de la Communauté de communes (2020-2021) |

## Population et société

### Démographie
L'évolution du nombre d'habitants est connue à travers les recensements de la population effectués dans la commune depuis 1793. Pour les communes de moins de 10 000 habitants, une enquête de recensement portant sur toute la population est réalisée tous les cinq ans, les populations de référence des années intermédiaires étant quant à elles estimées par interpolation ou extrapolation. Pour la commune, le premier recensement exhaustif entrant dans le cadre du nouveau dispositif a été réalisé en 2004.

En 2022, la commune comptait 105 habitants, en évolution de −20,45 % par rapport à 2016 (Isère : +3,07 %, France hors Mayotte : +2,11 %).
| 1793 | 1800 | 1806 | 1821 | 1831 | 1836 | 1841 | 1846 | 1851 |
| ---- | ---- | ---- | ---- | ---- | ---- | ---- | ---- | ---- |
| 197  | 172  | 170  | 201  | 212  | 240  | 234  | 222  | 217  |

| 1856 | 1861 | 1866 | 1872 | 1876 | 1881 | 1886 | 1891 | 1896 |
| ---- | ---- | ---- | ---- | ---- | ---- | ---- | ---- | ---- |
| 210  | 210  | 193  | 200  | 190  | 195  | 195  | 184  | 169  |

| 1901 | 1906 | 1911 | 1921 | 1926 | 1931 | 1936 | 1946 | 1954 |
| ---- | ---- | ---- | ---- | ---- | ---- | ---- | ---- | ---- |
| 169  | 165  | 153  | 145  | 123  | 125  | 159  | 132  | 207  |

| 1962 | 1968 | 1975 | 1982 | 1990 | 1999 | 2004 | 2006 | 2009 |
| ---- | ---- | ---- | ---- | ---- | ---- | ---- | ---- | ---- |
| 110  | 86   | 66   | 82   | 110  | 104  | 128  | 131  | 134  |

| 2014 | 2019 | 2022 | - | - | - | - | - | - |
| ---- | ---- | ---- | - | - | - | - | - | - |
| 134  | 116  | 105  | - | - | - | - | - | - |

### Enseignement
Saint-Pierre-de-Méaroz est rattaché à l'académie de Grenoble.

### Médias
Historiquement, le quotidien régional Le Dauphiné libéré qui consacre, chaque jour, y compris le dimanche, dans son édition Romanche et Oisans, un ou plusieurs articles à l'actualité de la communauté de communes, du canton, ainsi que des informations sur les éventuelles manifestations locales.
La commune est située sur l'aire de diffusion de radio Ici Isère, une radio publique qui émet sur tout le territoire du département de l'Isère.

## Culture et patrimoine

### Patrimoine religieux
- Église Saint-Pierre de Saint-Pierre-de-Méaroz
- Ancienne Église Saint-Pierre de Saint-Pierre-de-Méaroz

### Patrimoine civil
- Vestiges du château fort de Beaumont, du XIIe siècle, au hameau de Bas-Beaumont[20].

### Personnalités liées à la commune
- Chevalier de Garderose[réf. nécessaire]

- Avit Vizioz, 1871-1962.

Né à St Pierre de Mearotz, mort à 92 ans à Varces-Allieres-et-Risset
Homme de lettres, explorateur, entrepreneur, il fonda la première école française en Perse.

### Héraldique
|  | Saint-Pierre-de-Méaroz possède des armoiries dont l'origine et le blasonnement exact ne sont pas disponibles. |